# Villa Aprile

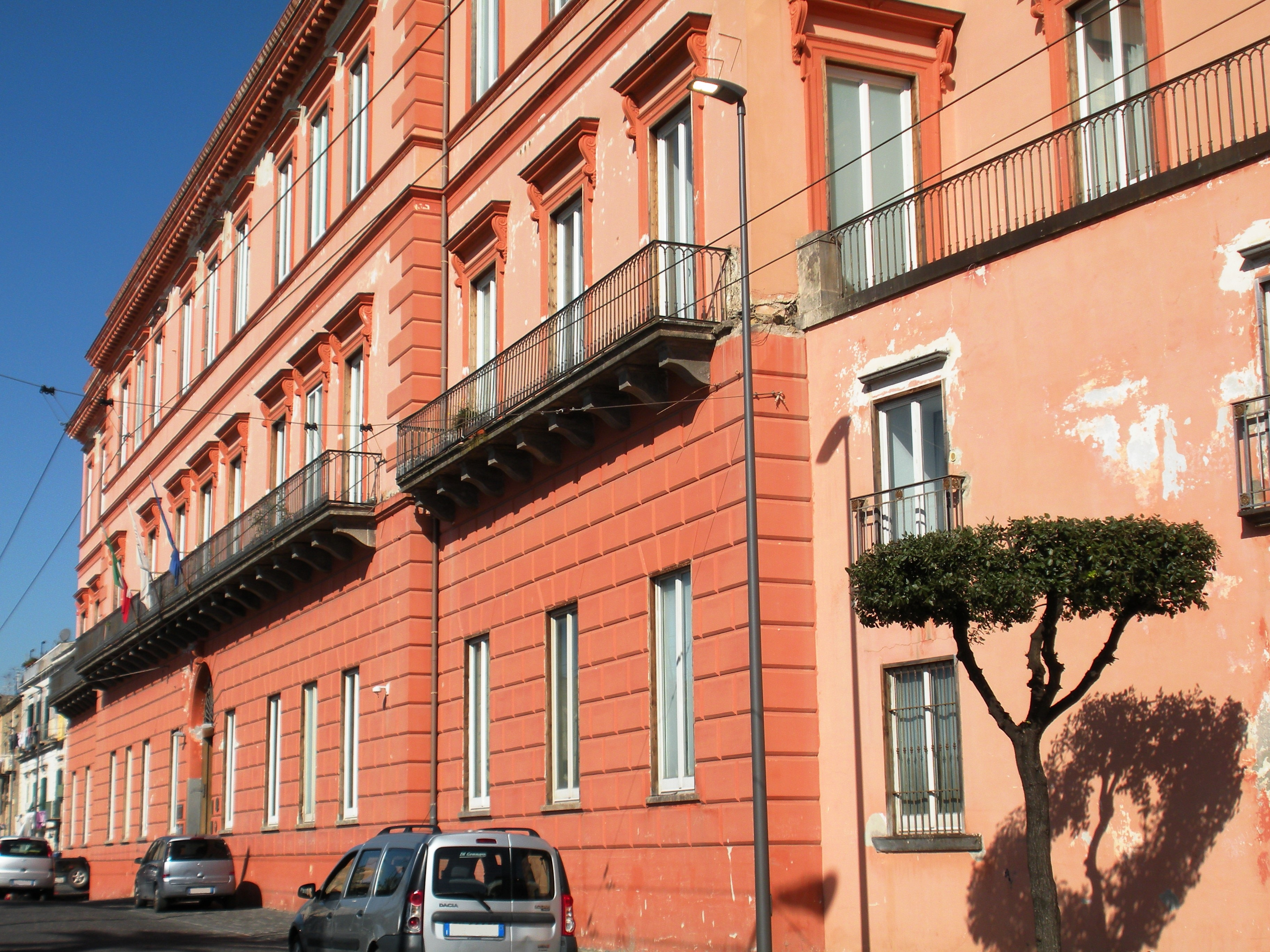
Villa Aprilia in Ercolano

Die Villa Aprile, auch Villa Riario Sforza, ist ein Landhaus aus dem 18. Jahrhundert in Ercolano in der italienischen Region Kampanien. Es liegt im Gebiet der Miglio d’oro am Corso Resina, 296. Unter den dortigen Villen ist sie eine der größten, wenn auch nicht der verschwenderischsten. Sie hat einen der eindrucksvollsten und malerischsten Parks des gesamten Gebietes um den Vesuv.

## Geschichte
Der Herzog Girolamo Riario Sforza ließ das Landhaus in der zweiten Hälfte des 18. Jahrhunderts an einem der eindrucksvollsten Abschnitte der Miglio d’oro, direkt außerhalb der Siedlung Resìna, dem heutigen Ercolano, erbauen, wo die Straße Regia delle Calabrie breit in Richtung der Grenze zur Gemeinde Torre del Greco weitergeht.
Das ursprüngliche Gebäude war, obwohl es kleiner als das heutige war, bereits mit einem üppigen Park versehen, so sehr, dass Carlo Celano 1792 schrieb:

„Die schöne Villa Riario kann man die Königin der Villen nennen, nicht nur dieses Ortes, sondern von ganz Neapel; von denen, die Privatleuten gehören, gibt es keine, die ihr an Großartigkeit, gutem Geschmack und Glanz gleichkommt.“

Am Eingang zum Park, vor der Exedra in der Mitte, wurde ein großer Fischteich angelegt, in dessen Mitte eine Marmorstatue des Gottes Prometheus aufgestellt wurde. Sie hat bedeutende Veränderungen am Gebäude und am Park vornehmen lassen, gespickt mit Details nach klassizistischem Geschmack: Kleine Tempel, falsche Ruinen, korinthische Säulen, ein Alpenchalet mit kleinem Nymphensee, Grotten und Kaskaden.
1864 wurde das Landhaus an die Familie Galante verkauft, die es nur wenige Jahre, bis 1879, behielt und es dann an die Familie Aprile weiterverkaufte, die es bis in die letzten Jahre behielten. Außer als private Wohnstatt nutzten die Apriles die Villa zum Teil als Luxushotel. Ende des 19. und in der ersten Hälfte des 20. Jahrhunderts war das Hotel ein Ort der Weltläufigkeit und Eleganz und nahm illustre Gäste auf, darunter den Grafen Carlo Sforza und den Premierminister Antonio Salandra.
Heute ist die Villa, deren Gebäude und Park restauriert wurden, ein Viersternehotel.